# 呉貞姫
呉 貞姫（オ・ジョンヒ、1947年11月9日 - ）は、韓国の小説家。寡作であるが社会の変化や政治事件を受けとめた作品を多く発表し、着実な評価を受けている。

## 略歴
1947年11月9日、ソウル市鍾路区社稷洞に生まれる。両親は黄海南道の海州出身で、第二次世界大戦後、赤軍軍政から逃れるために南に逃れてきた。呉は5番目の子供として生まれ、さらに弟妹がいた。朝鮮戦争時には忠清南道に避難、5年間をそこで暮らす。ソウルに戻ったのは1960年になってからだった。
小学校3年のとき、作文コンクールで賞を取るなど、文才は幼い頃から顕著であった。梨花女子高等学校を経て1966年、ソラボル芸術大学文芸創作科に入学し文学修業に励む。在学中の1968年、『中央日報』新春文芸に『완구점 여인（玩具店の女）』が当選し、文壇にデビューする。その後、多作ではないものの作品を発表し続け、1979年に『저녁의 게임（夜のゲーム）』で李箱文学賞を、1982年には『동경（銅鏡）』で東仁文学賞を受賞するなど、文壇での評価を得た。その他の代表作として『중국인 거리（中国人町）』などがある。

## 年譜
- 1947年11月9日、ソウル市鍾路区社稷洞に生まれる。
- 1966年、ソラボル芸術大学文芸創作科入学。
- 1968年、「완구점 여인」で文壇デビュー。
- 1970年、ソラボル芸術大学卒業。
- 1979年、第3回李箱文学賞受賞。
- 1982年、第15回東仁文学賞受賞。
- 1996年、第4回呉永寿文学賞受賞。
- 1996年、第9回東西文学賞受賞。
- 2003年、ドイツ・リベラトール賞受賞。
- 2007年〜、東仁文学賞審査委員を務める。

## 邦訳作品
- 『金色の鯉の夢』波田野節子訳  段々社、1997年 ISBN 4795265143 / ISBN 978-4795265141
- 『いまは静かな時 韓国現代文学選集』神谷丹路訳 トランスビュー、2010年 ISBN 4798701041 / ISBN 978-4798701042
- 『夜のゲーム』波田野節子 訳、段々社、アジア文学館、2010年2月
- 『中・上級者のためのハングル長文読解講座 リスニング問題つき』波田野節子 趙義成 文法監修（オジョンヒ『わたしの心模様』）NHK出版CDブック ISBN 9784140395639 2013年

- 『鳥』文茶影 訳、段々社、アジアの文学館、2015年10月

## 代表作品
- 완구점 여인（玩具店女）、1968
- 불의 강（火の川）、1977
- 저녁의 게임（夕方のゲーム）、1979
- 중국인 거리（中国人町）、1979
- 유년의 뜰（幼年の庭）、1980
- 어둠의 집（暗闇の家）、1980
- 별사（別辞）、1981
- 동경（銅鏡）、1982
- 바람의 넋（風の霊）、1982
- 불망비（不忘碑）、1987
- 야회（夜会）、1990
- 송이야, 문을 열면 아침이란다（ソンイや、門を開けると朝だよ）、1993
- 술꾼의 아내（酒好きの妻）、1993
- 옛우물（昔の井戸）、1994
- 허리 굽혀 절하는 뜻은（腰を曲げて挨拶をする意味は）、1994
- 불꽃놀이（花火）、1996
- 새（鳥）、1996
- 살아있음에 노래를（生きていることに歌を）、1999
- 내 마음의 무늬（私の心の模様）、2005
- 오정희 깊이 읽기、2007
- 돼지꿈（豚の夢）、2008